# Volkswagen Teramont
Volkswagen Teramont — среднеразмерный кроссовер компании Volkswagen. Официально представлен в 2016 году. Старт продаж начался в 2017 году, заменив Volkswagen Routan. 

## Описание
Кроссовер построен на модульной платформе MQB. На Российском рынке представлены два мотора: R4 2.0 TSI мощностью 220 л.с. и более мощная версия: VR6 3.6 мощностью 280 л.с. Все двигатели работают в паре с 8-ступенчатой автоматической коробкой передач и оснащены системой полного привода 4Motion с электрогидравлической муфтой пятого поколения. Базовые версии 2.0 TSI могут оснащаться только передним приводом.
В систему безопасности входят адаптивный круиз-контроль, система предупреждения столкновений с автоматическим экстренным торможением, мониторинг мёртвых зон, слежение за разметкой и парковочный ассистент.